# Баратов, Леонид Васильевич
Леони́д Васи́льевич Бара́тов (1895 — 1964) — советский оперный режиссёр, педагог, профессор. Главный режиссёр Большого тетра СССР (1944—1949 гг.) Народный артист РСФСР (1958). Пятикратный лауреат Сталинской премии (1943, 1949, 1950, 1951, 1952).

## Биография
Леонид Баратов родился 20 марта (1 апреля) 1895 года в Москве. Учился на юридическом факультете Московского университета.
С 1918 года актёр московских театров.
В начале 1920-х годов Л. В. Баратов преподавал театральное мастерство, основы композиции и работу с массовыми сценами в студии «Пролеткино» под руководством одного из первых советских кинорежиссёров и кинофункционеров Д. Н. Бассалыго. Среди его учеников был будущий известный фотограф Г. С. Зельма.
В 1936—1938 годах главный режиссёр СвАТОБ имени А. В. Луначарского, в 1938—1943 годах главный режиссёр ЛАТОБ имени С. М. Кирова, в 1950—1959 годах главный режиссёр МАМТ имени К. С. Станиславского и В. И. Немировича-Данченко.
В 1931—1936 и в 1944—1956 годах режиссёр (в 1944—1949 годах — главный режиссёр) ГАБТ.
С 1926 года занимался педагогической работой (в том числе в школе-студии МХАТ, во ВГИКе).
С 1947 года профессор ГИТИСа.
Л. В. Баратов умер 22 июля 1964 года. Похоронен в Москве на Новодевичьем кладбище (участок № 8).

## Семья
Имел сына Андрея от актрисы МХАТ Веры Соколовой. Андрей Баратов какое-то[уточнить] время служил актёром во МХАТе.

## Режиссёр
- 1934 и 1953 — «Князь Игорь» А. П. Бородина
- 1934 и 1949 — «Мазепа» П. И. Чайковского
- 1939 — «В бурю» Т. Н. Хренникова
- 1942 — «Емельян Пугачёв» М. В. Коваля
- 1946 — «Пиковая дама» П. И. Чайковского
- 1948 — «Борис Годунов» М. П. Мусоргского
- 1950 — «Хованщина» М. П. Мусоргского
- 1951 — «Семья Тараса» Д. Б. Кабалевского
- 1952 — «Сорочинская ярмарка» М. П. Мусоргского
- 1957 — «Война и мир» С. С. Прокофьева

## Видеозаписи спектаклей
- 1978 — «Борис Годунов» М. П. Мусоргского, дир. Борис Хайкин
- 1979 — «Хованщина» М. П. Мусоргского, дир. Юрий Симонов

## Награды и премии
- Сталинская премия первой степени (1943) — за постановку оперного спектакля «Емельян Пугачёв» М. В. Коваля[2]
- Сталинская премия первой степени (1949) — за постановку оперного спектакля «Борис Годунов» М. П. Мусоргского[3]
- Сталинская премия второй степени (1950) — за постановку оперного спектакля «Мазепа» П. И. Чайковского
- Сталинская премия первой степени (1951) — за постановку оперного спектакля «Хованщина» М. П. Мусоргского
- Сталинская премия второй степени (1952) — за постановку оперного спектакля «Семья Тараса» Д. Б. Кабалевского (1951)
- народный артист РСФСР (1958)
- заслуженный деятель искусств РСФСР (13.11.1942)
- два ордена Трудового Красного Знамени (1940[4] и 1951)
- орден «Знак Почёта»
- ещё один орден и медали